# 2004-es Ciprus-rali

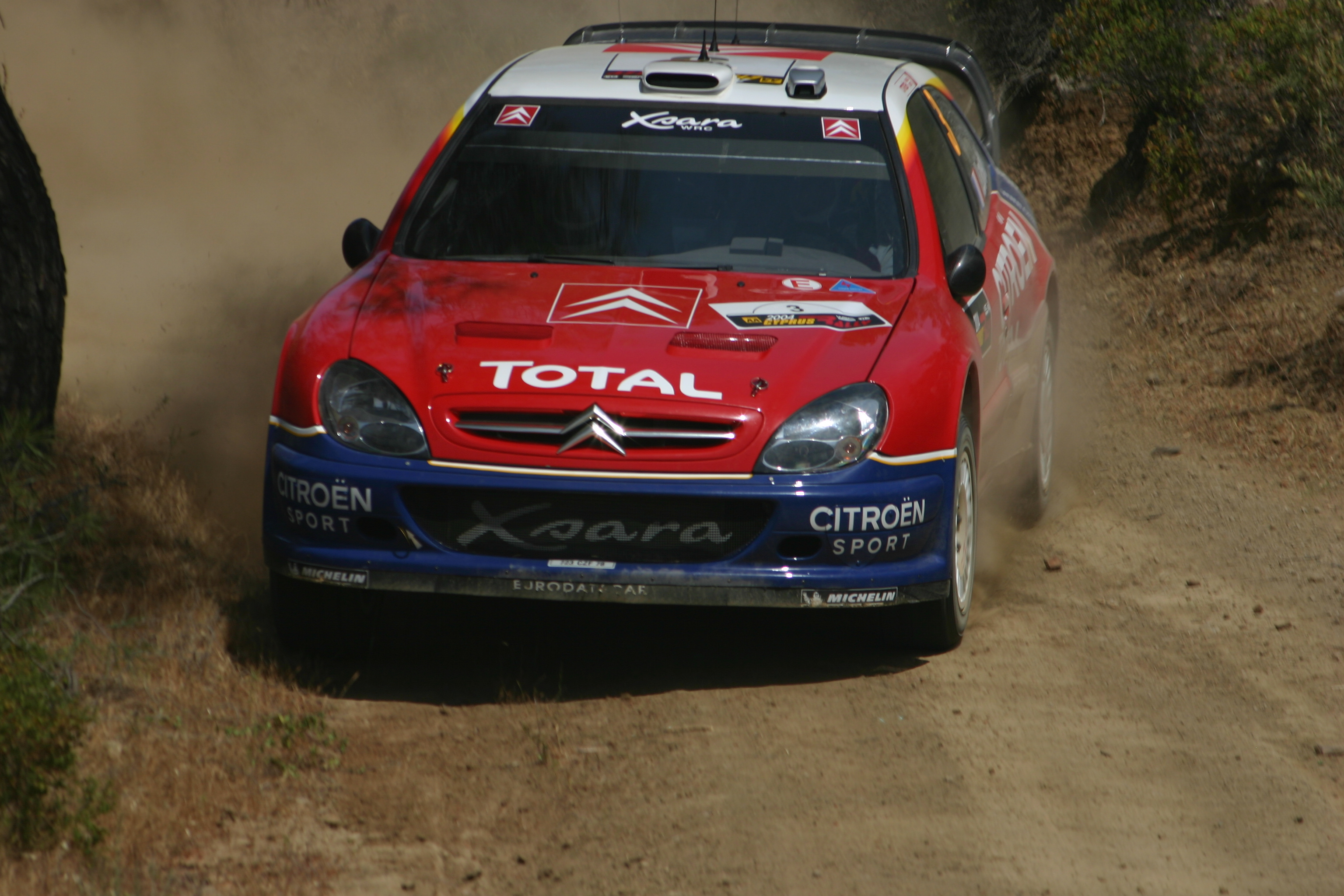
A verseny győztes párosa: Sébastien Loeb és Daniel Elena

A 2004-es Ciprus-rali (hivatalosan: 32nd Cyprus Rally) volt a 2004-es rali-világbajnokság ötödik futama. Május 13. és 16. között került megrendezésre, 18 gyorsasági szakaszból állt, melyek össztávja 326 kilométert tett ki. A versenyen 37 páros indult, melyből 19 ért célba.
Marcus Grönholm kizárását követően a versenyt Sébastien Loeb nyerte meg. Grönholm az első helyen végzett, autója azonban nem felelt meg az előírásoknak. A vízpumpában nem homologizált alkatrész talált a technikai bizottság, így eredményeit megsemmisítették. Másodikként az észt Markko Märtin zárt, harmadik pedig Carlos Sainz lett.

## Szakaszok
| Nap               | #   | Rajtidő | Szakasz                        | Hossz    | Győztes                        | Idő     | Versenyben vezető |
| ----------------- | --- | ------- | ------------------------------ | -------- | ------------------------------ | ------- | ----------------- |
| 1. nap (Május 14) | 1.  | 08:23   | Lagoudera - Spilia 1           | 38.32 km | Petter Solberg                 | 35:26.8 | Petter Solberg    |
| 1. nap (Május 14) | 2.  | 09:46   | Kourdali - Asinou 1            | 15.00 km | Petter Solberg                 | 15:49.5 | Petter Solberg    |
| 1. nap (Május 14) | 3.  | 10:14   | Asinou - Agios Theodoros 1     | 7.57 km  | Sébastien Loeb                 | 7:34.3  | Petter Solberg    |
| 1. nap (Május 14) | 4.  | 14:38   | Lagoudera - Spilia 2           | 38.32 km | Marcus Grönholm                | 34:55.7 | Marcus Grönholm   |
| 1. nap (Május 14) | 5.  | 16:01   | Kourdali - Asinou 2            | 15.00 km | Sébastien Loeb                 | 15:32.2 | Marcus Grönholm   |
| 1. nap (Május 14) | 6.  | 16:29   | Asinou - Agios Theodoros 2     | 7.57 km  | Markko Märtin                  | 7:27.8  | Marcus Grönholm   |
| 2. nap (Május 15) | 7.  | 08:58   | Platres - Saittas 1            | 11.12 km | Petter Solberg                 | 9:10.1  | Marcus Grönholm   |
| 2. nap (Május 15) | 8.  | 09:36   | Foini - Koilinia 1             | 30.33 km | Petter Solberg                 | 27:17.1 | Marcus Grönholm   |
| 2. nap (Május 15) | 9.  | 10:34   | Galatareia - Pentalia 1        | 13.33 km | Sébastien Loeb                 | 10:43.0 | Marcus Grönholm   |
| 2. nap (Május 15) | 10. | 15:03   | Platres - Saittas 2            | 11.12 km | Petter Solberg                 | 9:04.0  | Marcus Grönholm   |
| 2. nap (Május 15) | 11. | 15:41   | Foini - Koilinia 2             | 30.33 km | A versenyzők átlagidőt kaptak  | 28:35.9 | Marcus Grönholm   |
| 2. nap (Május 15) | 12. | 16:39   | Galatareia - Pentalia 2        | 13.33 km | Sébastien Loeb                 | 10:28.2 | Marcus Grönholm   |
| 3. nap (Május 16) | 13. | 06:43   | Vavatsinia - Mandra Kambiou 1  | 25.24 km | Marcus Grönholm                | 23:06.8 | Marcus Grönholm   |
| 3. nap (Május 16) | 14. | 07:31   | Macheras - Agioi Vavatsinias 1 | 12.94 km | Marcus Grönholm                | 11:28.5 | Marcus Grönholm   |
| 3. nap (Május 16) | 15. | 08:14   | Kellaki - Foinikaria 1         | 9.49 km  | Sébastien Loeb                 | 8:28.3  | Marcus Grönholm   |
| 3. nap (Május 16) | 16. | 11:18   | Vavatsinia - Mandra Kambiou 2  | 25.24 km | Marcus Grönholm                | 22:52.6 | Marcus Grönholm   |
| 3. nap (Május 16) | 17. | 12:06   | Macheras - Agioi Vavatsinias 2 | 12.94 km | Marcus Grönholm Sébastien Loeb | 11:21.0 | Marcus Grönholm   |
| 3. nap (Május 16) | 18. | 12:49   | Kellaki - Foinikaria 2         | 9.49 km  | Petter Solberg                 | 8:24.6  | Marcus Grönholm   |

## Végeredmény
|    | Versenyző       | Navigátor         | Autó               | Idő       | Különbség | Pont |
| -- | --------------- | ----------------- | ------------------ | --------- | --------- | ---- |
| 1. | Marcus Grönholm | Timo Rautiainen   | Peugeot 307 WRC    | 4:58:44.5 |           | 10   |
| 1. | Sébastien Loeb  | Daniel Elena      | Citroën Xsara WRC  | 4:59:38.5 |           | 10   |
| 2. | Markko Märtin   | Michael Park      | Ford Focus WRC     | 4:59:53.6 | +15.1     | 8    |
| 3. | Carlos Sainz    | Marc Martí        | Citroën Xsara WRC  | 5:02:02.5 | +2.24.0   | 6    |
| 4. | Harri Rovanperä | Risto Pietiläinen | Peugeot 307 WRC    | 5:05:53.5 | +6.15.0   | 5    |
| 4. | Petter Solberg  | Phil Mills        | Subaru Impreza WRC | 5:09:07.6 | +9:29.1   | 5    |
| 5. | Mikko Hirvonen  | Jarmo Lehtinen    | Subaru Impreza WRC | 5:09:19.4 | +9:40.9   | 4    |
| 6. | Janne Tuohino   | Jukka Aho         | Ford Focus WRC     | 5:12:55.2 | +13:16.7  | 3    |
| 7. | Alistair Ginley | Rory Kennedy      | Subaru Impreza WRC | 5:26:22.3 | +26:43.8  | 2    |
| 8. | Miguel Campos   | Nuno da Silva     | Peugeot 206 WRC    | 5:38:40.7 | +39:02.2  | 1    |